# 厦门太古可口可乐
厦门太古可口可乐饮料有限公司是位於中华人民共和国福建省厦门市的饮料公司。

## 历史
1996年1月1日由香港太古飲料控股和厦门绿泉实业有限公司合资新建，设址湖里区金湖路99号:717，1998年启用。
2015年11月成立福州太古可口可乐饮料有限公司，2016年7月开业。